# 도문국경대교

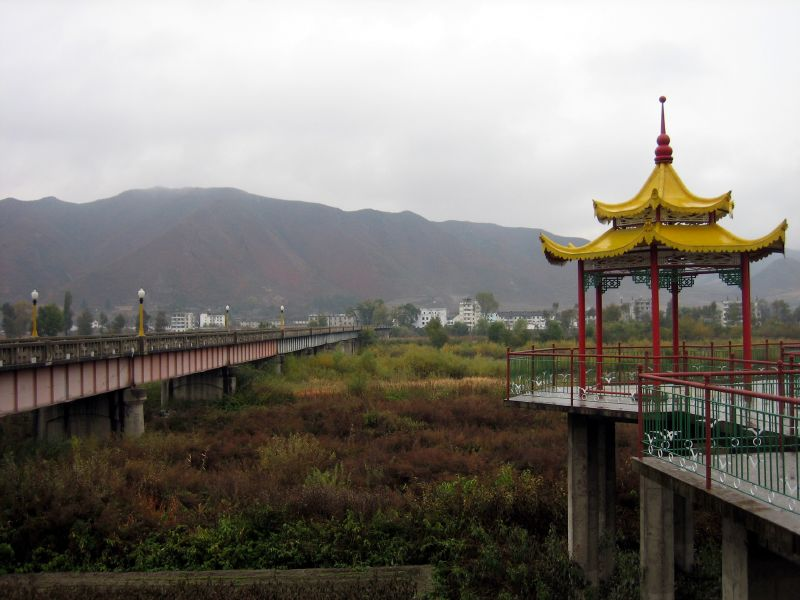
가을에 촬영한 도문국경대교

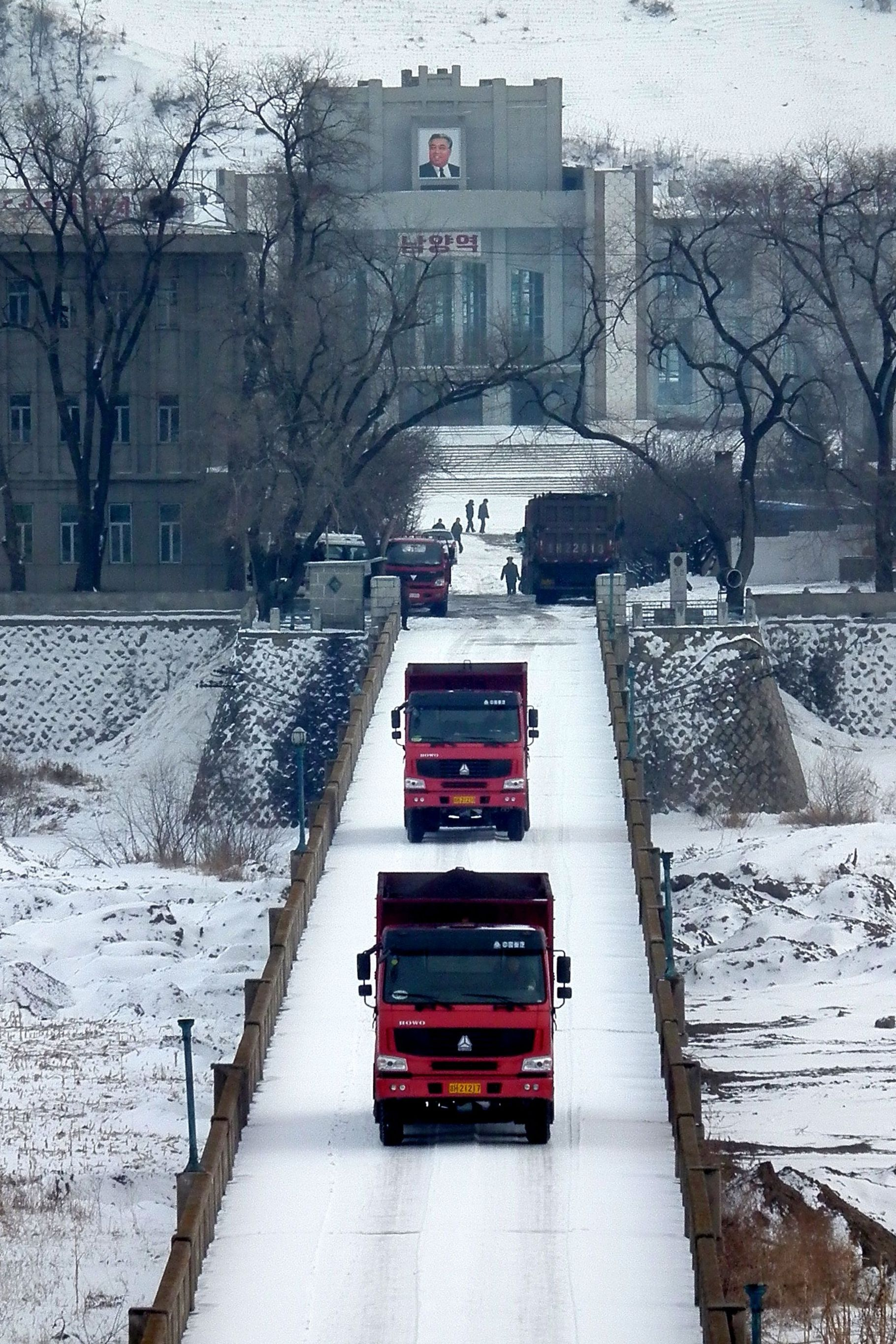
겨울날 중국에서 북한 방향으로 촬영한 도문국경대교

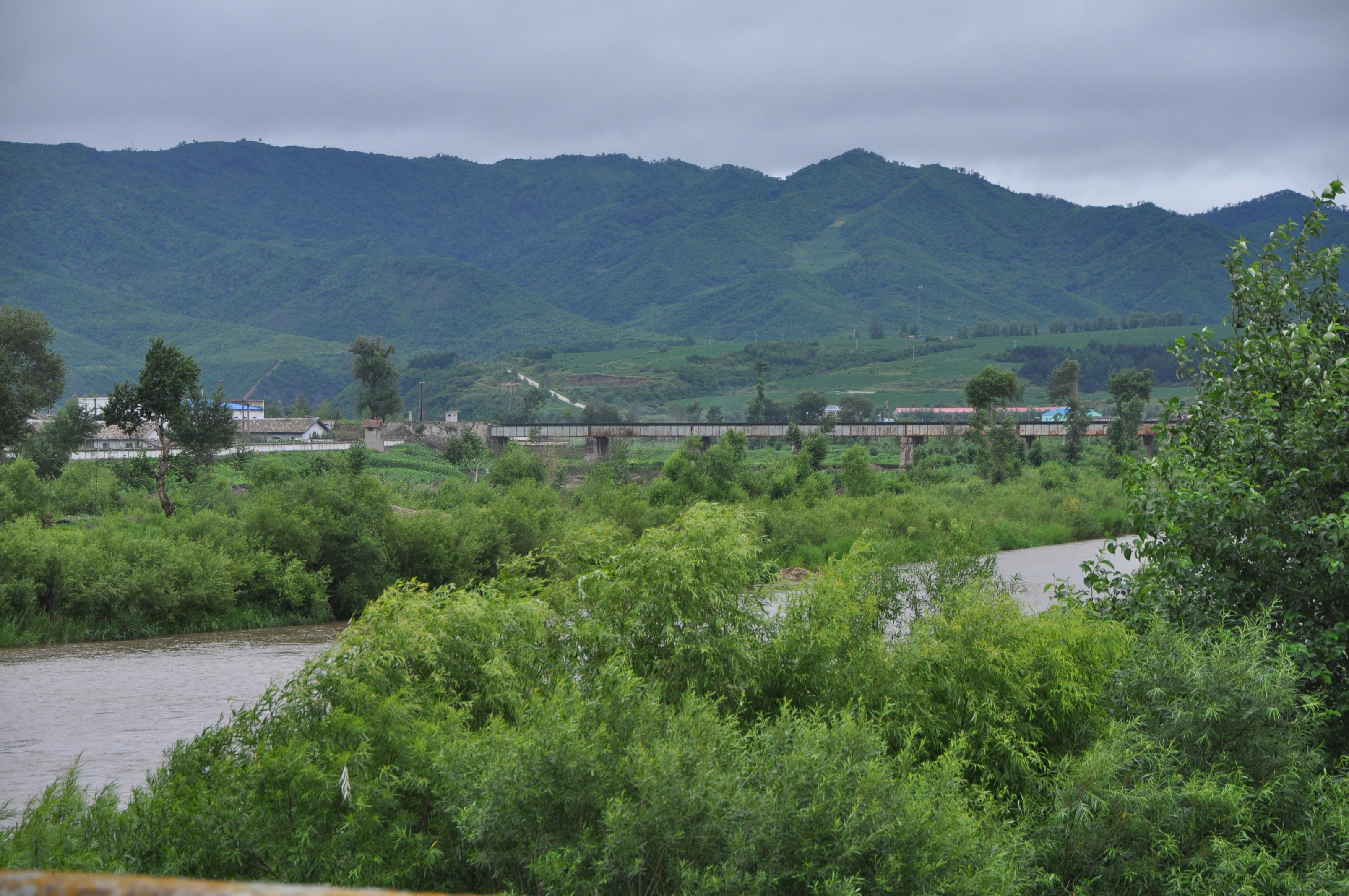
도문국경대교에서 약 200m 상류에서 볼 수 있는 도문국경철교. 여름 촬영

도문국경대교(중국어: 图们国境大桥)는 두만강에 위치한 교량으로, 중국 지린성 투먼시와 조선민주주의인민공화국 함경북도 온성군(남양로동자구)을 연결하는 교량이다.

## 상세
이 교량은 일본 제국에 의해 1941년에 지어졌으며, 길이 515m, 높이 6m, 폭 6m이다. 교량에서 약간 상류에 도문국경철교가 있다.
한국 전쟁 중에 중공군이 북한에 진격한 국경 지대중 하나였다.

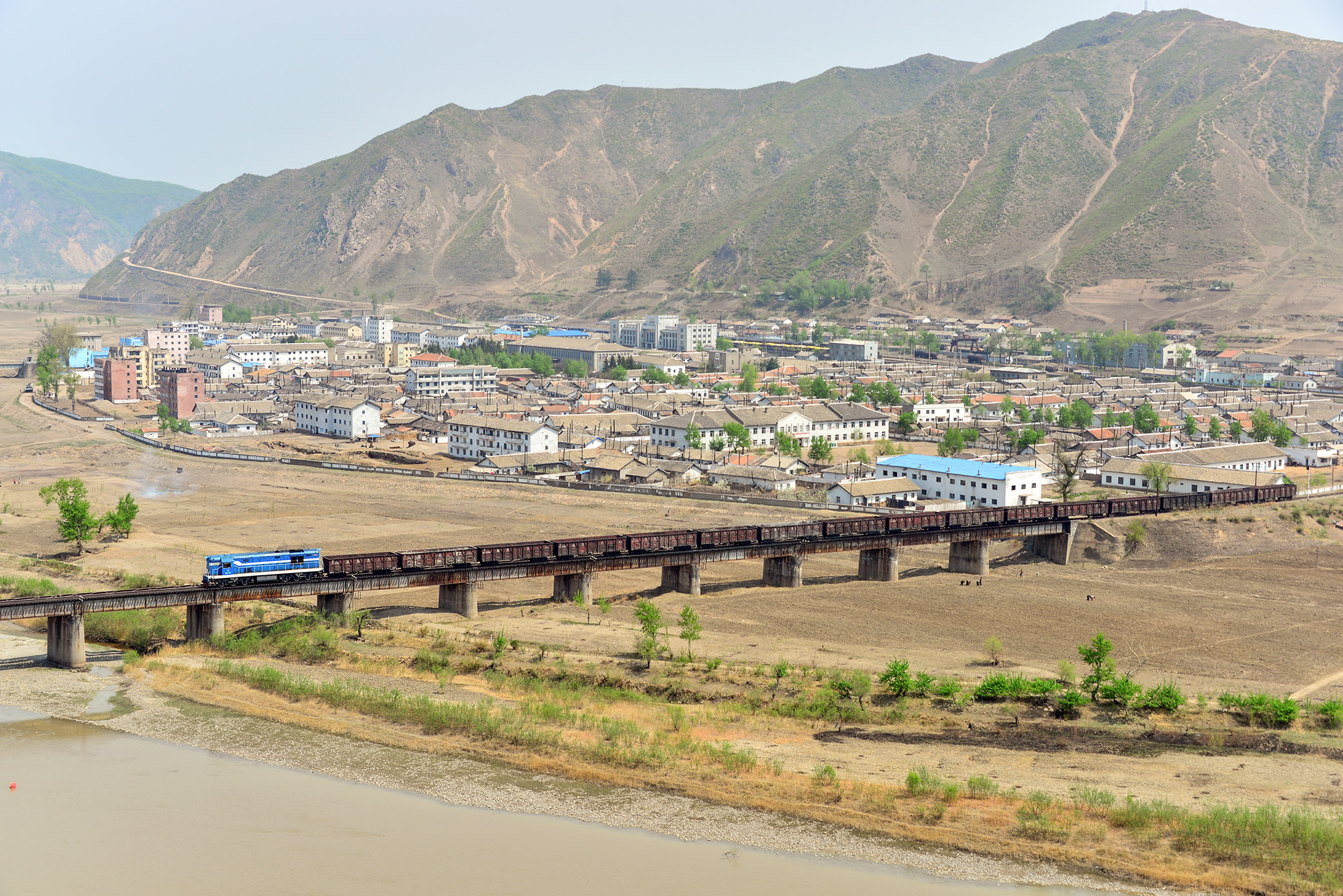
도문국경대교 전경

2016년 이래로, 더 큰 교량이 건설 중이지만 아직 완성 단계에 이르지 못했다.

## 같이 보기
- 조중우의교, 신압록강대교 (단둥시-신의주시)
- 지안압록강국경철도대교
- 혜장교(장혜국제대교)
- 림강국제대교
- 두만강대교 (훈춘시-은덕군)